# Tourisme au Kosovo
Le Kosovo se situe au sud-est de l'Europe, avec sa position centrale dans les Balkans, il sert de lien entre l'Europe centrale et l'Europe du Sud.
Le tourisme au Kosovo se caractérise par un héritage archéologique des périodes illyriennes, dardaniennes, romaines, byzantines, serbes et ottomanes, les cuisines traditionnelles albanaises et serbes, l'architecture, l'héritage religieux, les traditions, et les paysages naturels.
Le New York Times a ajouté le Kosovo sur la liste des 41 Places to go in 2011. La même année, le Kosovo a pris 40 places dans le classement Skyscanner des taux de croissances touristiques.
Le Kosovo possède des paysages assez variés. Le pays est entouré de montagnes: les Monts Šar au sud et Sud-Est, à la frontière avec la Macédoine du Nord, les Monts Kopaonik délimitent le Kosovo au Nord. Les frontières Sud-Ouest avec le Monténégro et l'Albanie sont aussi montagneuses, elles abritent Djeravica, le point culminant du pays à 2 656 m d'altitude. La région centrale est principalement vallonnée, deux larges plaines couvrent l'ouest et l'est du Kosovo, respectivement, la plaine de Métochie et la plaine du Kosovo.
La plupart des touristes internationaux viennent d'Albanie, des États-Unis, d'Allemagne, de Turquie, de Suisse, de Croatie et d'Autriche. Le tourisme est un secteur en pleine croissance avec de plus en plus de touristes chaque année.

## Lieux touristiques

### Villes
- Pristina - capitale du Kosovo, Pristina abrite la tombe du premier président du Kosovo, Ibrahim Rugova. La Gërmia et le "parc italien" sont les deux parcs les plus visités. Le musée ethnographique, la tour de l'horloge et la mosquée Jashar Pasha sont également à visiter[3].
- Gjakova - ville avec des monuments historiques et une vie nocturne animée.
- Peć - ville situé le long de la rivière Peć Bistrica. Elle est proche des montagnes Prokletije. Le centre ville regorge de divers artisans, tels que des tailleurs, des tanneurs et des orfèvres. Les mosquées anciennes comme la mosquée Bajrakli et l'église orthodoxe font partie des monuments historiques de la ville[4]. Elle accueille chaque année le Shqip Short Film Festival, c'est un festival pour les films de court métrage. Beaucoup de grands cinéastes participent à ce festival[5].
- Prizren - Deuxième ville du Kosovo après Pristina. Une ville historique avec un quartier ottoman préservé ainsi qu'une forteresse romaine. Prizren se situe sur la rivière Prizren Bistrica proche des Monts Šar. La forteresse Kаlаја ainsi que l'Église de la Vierge de Leviša se trouve aussi à Prizren[6].
- Novo Brdo - ville du centre du Kosovo. Novo Brdo offre de nombreuses possibilités de sentiers de randonnées et de pistes de VTT. Quelques sites archéologiques se situent dans la ville médiévale avec d'anciens lieux de cultes, des cimetières et des châteaux.
- Ulpiana - ville antique illyrienne datant du IIe siècle. Elle a été reconstruite par l'empereur byzantin Justinien[7].

### Sites naturels
- Chutes du Drin blanc – situées au Nord de Peć. Le Drin blanc est la plus importante source d'eau du Kosovo.
- Canyon de Rugova – situé au Nord-Ouest Peć, les falaises peuvent atteindre 300 m de haut.
- Le Parc National des Monts Šar – créé en 1993, il couvre 39 000 hectares dans le Sud-Ouest du Kosovo. Les Monts Šar se situent à la frontière avec la Macédoine du Nord et accueillent de nombreuses espèces animales comme les ours, loups, cerfs et renards.
- Brezovica – station de sports d'hiver dans le Parc National des Monts Šar.
- Grotte Gadime – une grotte de marbre dans le village de Gadimlje près de Lipljan, qui a été découverte en 1966 par Ahmet Asllani[8].

## Architecture
- Monuments médiévaux au Kosovo dont:
  - Monastère patriarcal de Peć - il est composé de quatre églises construites entre 1230 et 1330. Il fait partie des Monuments culturels d'importance exceptionnelle en Serbie.
  - Monastère de Visoki Dečani - un des monastères le plus important de l’église orthodoxe serbe au Kosovo. Il a été construit en 1327.
  - Monastère de Gračanica - terminé en 1321 par le roi serbe Stefan Uroš II Milutin. Ce monastère est un exemple du style serbe médiéval (XIVe siècle) dans l'architecture ecclésiastique, il fait partie du patrimoine mondial de l'UNESCO.
  - Église de la Vierge de Leviša

## Voir également
- Géographie du Kosovo
- Culture du Kosovo
- Monuments médiévaux au Kosovo
- Monuments culturels du Kosovo

### Articles de presse
(mars 2020).
- Elizabeth Zach, « The most striking aspect of Europe’s newest nation: Its normalcy », Washington Post,‎ 14 janvier 2016 (lire en ligne)
- Adam Graham, « In Kosovo, a Thirst for Progress, and Beer, Too », New York Times,‎ 20 août 2015 (lire en ligne)
- Adam H Graham, « Best places to travel in 2015: Pristina, Kosovo », sur Travelandleisure.com, 10 décembre 2014
- Marc Perry, « Nine things to know about Kosovo/ », Rough Guides,‎ 10 septembre 2014 (lire en ligne)
- Tom Rowley, « Kosovo: what to see in Europe's newest country », sur Telegraph.co.uk, 2 octobre 2013
- « Prizren: The Best Value European Destination You’ve Never Heard Of », Five Dollar Traveler,‎ 9 décembre 2014 (lire en ligne)
- « The 41 Places to Go in 2011 », The New York Times,‎ 7 janvier 2011 (lire en ligne, consulté le 16 décembre 2011)

### Sites commerciaux
- Kosovo Info Tourism Portal

### Guides touristiques
- Warrander, Gail & Knaus, Verena. 2010, Kosovo: Bradt Travel Guides